# Dave McKean

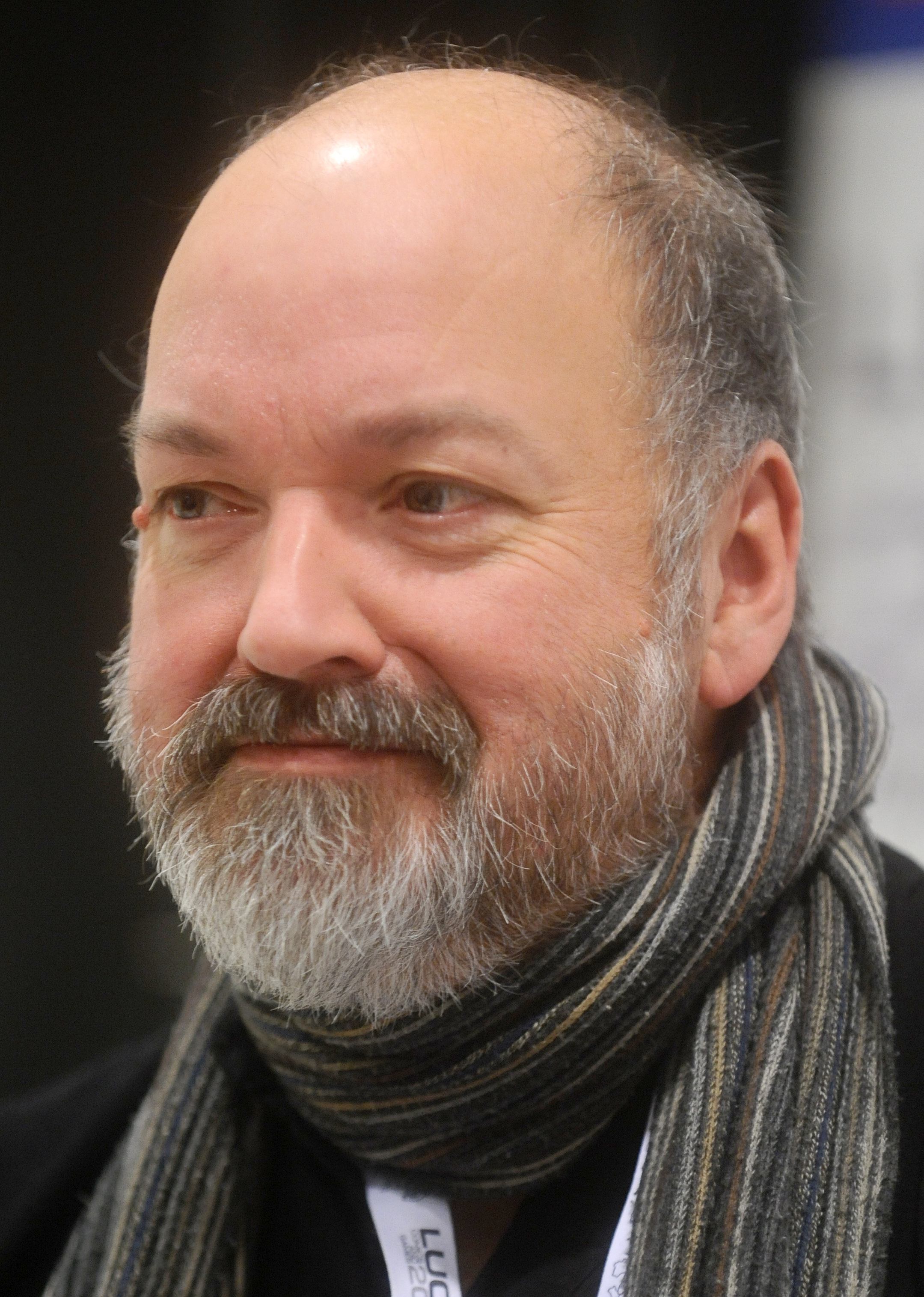
Dave McKean (2018)

David Tench McKean (* 29. Dezember 1963 in Taplow, Berkshire, England) ist ein britischer Comic-Künstler, Grafikdesigner, Fotograf, Kinderbuch-Illustrator, Jazz-Pianist und Filmemacher.

## Leben
McKean studierte zwischen 1982 und 1986 Design, Illustration und Film am Berkshire College of Art And Design, wo er nach seinem Abschluss für eineinhalb Jahre als Lehrer für Audiovisuelle Kunst und Film tätig war.
Nachdem McKean 1986 vergeblich versucht hatte, in New York als Comic-Künstler Fuß zu fassen, traf er den Schriftsteller Neil Gaiman. Mit der Graphic Novel Violent Cases (1987) begann eine langjährige Zusammenarbeit. 1988 erschufen die beiden für das DC-Universum die Mini-Serie Black Orchid. Neben seiner Mitarbeit an der Serie Hellblazer (v. a. Covergestaltung) und der Batman-Graphic-Novel Arkham Asylum: A Serious House On Serious Earth übernahm McKean ab 1989 die Umschlaggestaltung für Gaimans erfolgreiche Comic-Serie The Sandman, die beiden endgültig zum Durchbruch verhalf. In dieser Zeit wurde McKeans Zeichenstil häufig mit dem von Bill Sienkiewicz verglichen.
Zwischen 1990 und 1996 arbeitete McKean erstmals auch als Autor an der Serie Cages – eine anspruchsvolle Graphic-Novel, in deren expressivem Zeichenstil sich Einflüsse von Comic-Künstlern wie Alberto Breccia, José Antonio Muñoz oder Lorenzo Mattotti erkennen lassen.
Weitere Arbeiten führten ihn wieder mit Neil Gaiman zusammen, mit dem er 1992 Signal To Noise und Mr. Punch erschuf. Außerdem illustrierte McKean Gaimans Kinder- und Bilderbücher The Day I Swapped My Dad for Two Goldfish (1998), Coraline (2002) und The Wolves in the Walls (2003).
Nach ersten Erfahrungen im Filmgeschäft durch seine Beteiligung an zwei Harry-Potter-Verfilmungen als „conceptual artist“ sowie einigen Kurzfilmen und Musikvideos drehte McKean 2004 seinen ersten Spielfilm MirrorMask, dessen Drehbuch wiederum von Neil Gaiman stammt.
Dave McKean ist zudem Jazz-Pianist, trat bei einigen Jazzfestivals (z. B. Bracknell Jazz Festival 1986) auf und produzierte eigene CDs u. a. über sein eigenes Label Feral Records.
1991 wurde er mit dem World Fantasy Award als bester Künstler ausgezeichnet.

## Stil
Dave McKeans Arbeiten beinhalten neben Zeichnungen, Skulpturen, Malerei und Fotografien vor allem Illustrationen für Zeitschriften (Playboy, The New Yorker), Cover für CDs (u. a. für John Cale, Tori Amos, Michael Nyman) und Umschlaggestaltungen für Bücher und Comics, die zumeist aus Collagen bestehen, denen neben grafischen Bildelementen auch plastisches Material (z. B. Strandgut, Uhren, Pergament, alte Bücher etc.) hinzugefügt werden, bevor sie abschließend fotografiert und computergrafisch überarbeitet werden.

## Werkauswahl

### Comics & Graphic Novels
- Hellblazer #40 (1991 DC Comics)
- Violent Cases (geschrieben von Neil Gaiman) (1987 Escape Comics) dt. Violent Cases (1994 Ehapa: Feest USA)
- Black Orchid #1–3 (geschrieben von Neil Gaiman) (1988 DC Comics) dt. Die Schwarze Orchidee (1993 Carlsen Comics)
- Arkham Asylum: A Serious House On Serious Earth (geschrieben von Grant Morrison) (1989 DC Comics) dt. Batman: Tag der Narren (1990 Carlsen)
- Signal To Noise (geschrieben von Neil Gaiman) (1992 Victor Gollancz) dt. Der Letzte Film (1992 Carlsen Lux)
- The Tragical Comedy Or Comical Tragedy Of Mr. Punch (geschrieben von Neil Gaiman) (1994 Victor Gollancz) dt. Mr. Punch (1994 Ehapa: Feest USA)
- Voodoo Lounge (1995 Marvel Music)
- Cages (1990–1996 Kitchen Sink Press; 2002 NBM Publishing) dt. Cages Bde. 1–5 (Carlsen 1997)
- Pictures That Tick (2001)
- Raptor (2021)

### Bilderbücher
- The Day I Swapped My Dad For Two Goldfish (1998)
- The Wolves in the Walls (2003) dt. Die Wölfe in den Wänden (Carlsen 2005)

### Fotobildbände
- A Small Book of Black and White Lies (1995)
- Option: Click (1998)

### Plattencover
McKean entwarf CD-Cover under anderem für:
- Tori Amos
- Alice Cooper
- Testament
- My Dying Bride
- Dream Theater
- Paradise Lost
- Fear Factory
- Buckethead
- Counting Crows
- Michael Nyman
- Toad the Wet Sprocket
- Skinny Puppy
- Front Line Assembly
- Bill Bruford